# تجمع ريعة (حجر)

تعديل مصدري - تعديل

تجمع ريعة هي إحدى قرى عزلة الصداره بمديرية حجر التابعة لمحافظة حضرموت، بلغ تعداد سكانها 51 نسمة حسب تعداد اليمن لعام 2004.